# Сабадбатјан
Сабадбатјан (мађ. Szabadbattyán) је град у Мађарској. Сабадбатјан се налази у оквиру жупаније Фејер. Место се налази на око 10 км од Секешфехервара и око 30 км од језера Балатон. Подручје је насељено још од праисторије. Археолошки записи сежу у бронзано доба. Због своје локације представља значајно транспортно чвориште.

## Географски положај
Сабадбатјан је село на десној обали реке Сарвиз. Најлакши начин да се дође до места је аутомобилом преко аутопута М7 или аутопута 7. Налази се 10 километара од Секешфехервара, 20 километара од језера Веленце и мање од 30 километара од језера Балатон.
Насеље је и путна раскрсница. У насељу се завршава и пут 6214, који је првобитно повезивао Сабадбатијан са Шерегељешом, али је сада изгубио скоро сав свој значај.
До насеља се може доћи и железницом, на две линије: Секешфехервар–Таполца и Секешфехервар–Ђекењеш, две железничке пруге се овде разилазе да би наставиле ка северној и јужној обали језера Балатон.

## Историја
Подручје око данашњег насеља било је насељено већ у праисторијско доба. Од бројних археолошких локалитета, између осталих, пронађени су и гробови из бронзаног доба, германског, аварског и освајачког периода, као и остаци насеља.
У прогласу из 1279. године село се први пут помиње под именом Батјан. Слободни префикс је значио да то није село, већ пијаца, и да се кметови који овде живе могу слободно кретати. Роберт Карољ је 1326. поклонио насеље Палу Мађару, градоначелнику Ђимеша. Године 1355. као донацију су га добили синови Лака из породице Хермани. У документу из 1397. године први пут се помињу овде подигнути замак и царинарница, који се налазио у југоисточном делу насеља. Касније је назван Чиквар. Нетакнути део који се и данас може посетити је „Кула”. Због блатњавог прелаза који се налази овде, село је било важно саобраћајно чвориште и од 1399. године функционисало је као наплатно место. Име Чиквар вероватно потиче од пругасте рибе која се некада у изобиљу размножавала у реци Сарвиз. Одбрамбена насипи, коју су Турци поново изградили у тврђаву, била је поприште сталних мађарскох напада и битака у последњим годинама турског потчињења.
Године 1397. Ђерђ Кеваго Ерши „Киш“ је краљевском указом добио Батјан и околна подручја, а његова деца Ласло, Алберт и Ђерђ већ су се називали Батјанима. Алберт је био потомак касније чувене породице војвода и грофова из округа Вас, Батјани.
Године 1543. Турци су заузели насеље и разорили тврђаву. У документу из 1563. године по подацима имање султана Батјана има 52 куће, где је смештена турска стража од 109 људи. Према попису из 1567. године, на њеној територији налазио се и дворац и црква. У октобру 1687. године предала га је турска стража и тако се отворио пут за поход на Фехервару. Током Ракоцијевог рата за независност, Чиквар је дуго био једно од најважнијих гнезда Куруца. Након тога, насеље је поново у власништву породице Батјани.
Насеље је током векова било познатије широм земље као Чиквар, а до 1875. године имало је железничку станицу под тим именом. Тада је преименован у Сабадбатјан.
Насеље је одиграло важну улогу у „операцији Пролећног буђења” немачких трупа на крају Другог светског рата.
У границама села ископано је више археолошких налазишта, на којима су пронађени остаци гробова и насеља из бронзаног доба, келтског, германског, аварског и освајачког периода.

### Градоначелници
- 1990–1994: Пал Боршо (СДС-Аграрно удружење)[3]
- 1994–1998: Пал Боршо (независтан)[4]
- 1998–2002: Пал Боршо (независтан)[5]
- 2002–2006: Пал Боршо (Градоначелници округа Фејер)[6]
- 2006–2010: Пал Боршо (независтан)[7]
- 2010–2014: Чаба Матраји (независтан)[8]
- 2014–2019: Иштван Вилмош Пољак (независтан)[9]
- 2019-данас: Илдико Сабо (независтан)[10]

## Демографија
Током пописа из 2011. године, 88,8% становника се изјаснило као Мађари, 0,9% као Роми, 0,7% као Немци и 0,2% као Румуни (11,2% се није изјаснило; због двојног идентитета, укупан број већи може бити на 100 %). 
Верска дистрибуција је била следећа: римокатолици 39,2%, реформисани 12,3%, лутерани 0,6%, гркокатолици 0,2%, неденоминациони 17,7% (29% се није изјаснило).